# مقاطعة ساك (آيوا)
مقاطعة ساك (بالإنجليزية: Sac County)‏ هي إحدى مقاطعات ولاية آيوا في الولايات المتحدة الأمريكية.